# 埃里克·魏斯豪普特
埃里克·魏斯豪普特（德語：Erich Weishaupt，1952年5月16日—），德国男子冰球运动员，场上位置是守门员。他曾代表西德参加1976年冬季奥林匹克运动会冰球比赛，获得一枚铜牌。